# Best (Pays-Bas)
 (juin 2021).
Si vous disposez d'ouvrages ou d'articles de référence ou si vous connaissez des sites web de qualité traitant du thème abordé ici, merci de compléter l'article en donnant les références utiles à sa vérifiabilité et en les liant à la section « Notes et références ».
 (juin 2021).
Le contenu est difficilement compréhensible vu les erreurs de traduction, qui sont peut-être dues à l'utilisation d'un logiciel de traduction automatique.
Pour les articles homonymes, voir Best.

Best est une ville et une municipalité de la province néerlandaise du Brabant septentrional, située dans la région de la Campine. Le territoire de la municipalité appartenait autrefois à la municipalité d'Oirschot, mais en a été séparé en 1819 pour former une municipalité indépendante.
La commune se trouve au croisement des autoroutes Eindhoven - Tilburg (A58), Eindhoven - Arnhem (A50) et Eindhoven - 's-Hertogenbosch (A2). La commune compte 30 360 habitants (1er juillet 2021, source : CBS) et sa superficie est de 35,35 km2. En plus du village de Best, il y a deux autres hameaux dans les limites de la municipalité : Aarle et De Vleut.
Les sabots étaient autrefois fabriqués dans la région, comme en témoignent encore les nombreux peupliers utilisés pour les fabriquer dans le paysage. Il y a également une référence dans le nom du carnaval de Best : Klompengat. L'usine de chaussures Bata, et plus tard Philips Healthcare, ont permis au village de se développer considérablement.

## Histoire
Les premiers habitants qui ont vécu sur le territoire de Bests remontent à 1700 avant J.-C., comme en témoignent les fouilles effectuées dans l'Aarlese Heide, au sud du canal Wilhelmine. D'autres découvertes remontent à la culture celtique, comme des urnes de la période de La Tène, 500 ans avant Jésus-Christ. Dans l'un des tumulus découverts, on a trouvé une forme qui rappelle fortement la construction de temples celtiques. Dans un autre tumulus, on a découvert des formes et des traditions datant de l'Âge du bronze plus ancien, de 1700 à 800 ans avant Jésus-Christ.
À l'origine, Best appartenait à la commune d'Oirschot et se composait des hameaux de Naastenbest et Verrenbest. En outre, il y avait les hameaux d'Aarle et de De Vleut, qui ont conservé un caractère rural jusqu'à ce jour.
À l'origine, il y avait une chapelle en bois, prétendument sur le lieu de naissance de Saint Odulphus. Un document de 1378 fait la première mention de cette chapelle. Cependant, les services religieux ont toujours lieu à Oirschot. La chapelle a pu être remplacée par un bâtiment en pierre en 1437. Un recteur pour cette chapelle a été nommé par le chapitre d'Oirschot. Cependant, il n'était autorisé à célébrer des messes que pendant la saison hivernale. Ce commandement a été contourné en nommant un remplaçant qui célébrait la messe pendant la saison estivale.
Les frictions avec le chapitre culminent avec une attaque de la chapelle, ordonnée par le chapitre, pendant la célébration de la messe en 1497, au cours de laquelle de l'argent et des fournitures de messe sont volés. Cela a conduit à un verdict du tribunal ecclésiastique, dans lequel le doyen d'Oirschot a été condamné. La friction avec le chapitre provenait de la perte imminente de revenus pour cette institution d'Oirschot.
La paroisse indépendante de St. Odulphus a finalement été établie en 1553, avec laquelle la chapelle a été promue en église. En 1628, la chapelle Sainte-Anne en bois d'Aarle a été remplacée par un bâtiment en pierre. Cependant, après 1648, l'église et la chapelle sont réquisitionnées par les Protestants. Les catholiques ont pu s'installer dans une église grange à partir de 1672, mais le 31 décembre 1794, les catholiques ont récupéré leur église d'origine. Il s'agit donc de la première église à être rendue aux catholiques, la restitution n'étant officiellement réglée qu'en 1798.
En 1828, Joannes Zwijsen est devenu pasteur à Best. En 1856, le presbytère a été construit, qui existe encore aujourd'hui, et en 1864, les Sœurs de la Charité sont venues à Best. En 1882, la nouvelle église St. Odulphus a été consacrée, et sa construction a commencé en 1880. Dans un premier temps, la tour de l'ancienne église devait être conservée, mais elle était comparativement trop petite. La nouvelle tour a été construite en 1884, mais l'église historique originale avait disparu.
L'église St. Odulphus a été gravement endommagée lors d'un bombardement par les occupants allemands le 17 octobre 1944. Best a été libéré par la 15e division écossaise le 24 octobre 1944. En 1960, le clocher avait été restauré et un certain nombre d'autres projets de restauration ont eu lieu sur l'église par la suite.

## Le saint patron de Best
Saint Odulphus est le saint patron de Best. Sa vie est étroitement liée au folklore et à la tradition de Best. Les premiers documents sur le culte d'Odulphus à Best datent de 1421. L'année la plus ancienne que l'on puisse relier au culte d'Odulphus est 1150. Une lettre datant d'environ 1480 mentionne que les reliques de Saint Odulphus ont été déplacées en 1150. Une légende raconte qu'à un jeune âge, alors qu'il était encore en formation à Oirschot, le saint a un jour manqué un prix et a ensuite douté de sa capacité à terminer la formation. Sur le chemin du retour, il a rencontré un ange qui lui a donné une pomme d'or, sur laquelle sa confiance en lui est revenue. Le champ en question s'appelait Odulphusakker.
Actuellement, St. Odulphus figure sur le blason de Best. La schuttersgilde locale porte également le nom du saint.

## Nature et paysage
Alors qu'à l'ouest de Best il y a des sites de récupération de la lande sur lesquels un nouveau lotissement a vu le jour, au sud de Best se trouvent quelques zones sèches, qui sont coupées par le canal Wilhelmine, le canal Beatrix et un certain nombre d'autoroutes. Bien qu'en partie convertie en zones industrielles, une partie de l'Aarlese Heide est restée intacte. Cette zone, principalement couverte de forêts de conifères, est reliée à la zone d'entraînement militaire de l'Oirschotse Heide.
Au sud, sur le territoire de la commune d'Eindhoven, se trouve l'Ekkersrijt, un ruisseau en partie excavé. À l'est, vous trouverez la Nieuwe Heide, une zone de couverture sableuse principalement plantée de forêt de nal, dans laquelle se trouve un complexe de marais : le Langven. Il y a aussi quelques restes de bruyère. Voici des balades qui commencent au théâtre nature Joe Mann.
Au nord de Best, un ancien espace culturel s'étend à la fois vers l'est et vers l'ouest, dans lequel se trouvent d'anciens hameaux comme Aarle et Vleut. C'est le domaine de l'ancienne industrie du sabot. Au nord, cet espace culturel se transforme en réserves naturelles d'Het Groene Woud, constituées de forêts de feuillus plus ou moins humides, entrecoupées de parcelles de terres cultivées, sur un sol limoneux. Cette région est idéale pour les randonnées à vélo.
Dans les environs de Best, on trouve ici et là la saxifrage granulée.

## Économie
Bien que Best ait été à l'origine une municipalité essentiellement agricole, elle s'est développée en une municipalité industrielle, en partie grâce à son emplacement favorable sur des canaux (le canal Wilhelmine et plus tard le canal Beatrix), des routes et un chemin de fer. Dans les dernières décennies du 20e siècle, plusieurs autoroutes ont été construites, ce qui a entraîné des effets secondaires tels que la construction de plusieurs hautes tours publicitaires. Le chemin de fer a été acheminé dans un tunnel le long du centre de Best, ce qui a permis, après 1998, de ne plus couper la ville en deux et de réduire la pollution sonore.
À l'origine, l'industrie du sabot s'est développée, grâce à l’abondance de peupliers. Outre l'industrie du sabot, Best a également connu d'autres industries telles que la production de beurre et de cigares, la fabrication de briques et certaines industries de transformation du bois. Au XXe siècle, une importante usine de chaussures a été créée par la société tchèque Bata. Ont suivi les succursales de l'entreprise de jersey Tricotbest, qui est un grossiste en sous-vêtements, et de l'entreprise contractante IBC, fusionnée dans Heijmans IBC. Cette entreprise fabrique, entre autres, des éléments préfabriqués en béton. Makro à Best est un hypermarché pour les détaillants avec un système de carte dont l'utilisation est si souple qu'un grand nombre de particuliers y font également leurs courses. De Persgroep possède une grande imprimerie pour des journaux tels que l'Eindhovens Dagblad. Le site abrite une succursale de Philips Healthcare, une division de Philips qui fabrique des équipements médicaux de pointe tels que des scanners à résonance magnétique nucléaire. En 2007, environ 2 500 personnes y travaillaient, ainsi que 500 collaborateurs externes. Pour Philips Healthcare, Best est le centre de développement et de production des systèmes de radiologie (y compris les systèmes chirurgicaux et cardiovasculaires), de résonance magnétique (IRM) et d'informatique médicale. Plus de la moitié des employés travaille au développement de produits. Il existe un vaste campus de développement.

### Sabots
La région de Rhode-Saint-Oude-Schijndel-Veghel-Best a toujours été un important centre de saboterie. Cela était dû en partie à un sol très propice à la plantation de peupliers, un arbre qui, avec le saule, fournit le meilleur bois pour la fabrication de sabots en bois. En 1850, Best comptait 23 sabotiers. Aujourd'hui, il en reste encore quelques uns, avec une main-d'œuvre essentiellement mécanisée. Un petit musée du sabot est situé à Sint Oedenrodenseweg 23 à Best. Peu après 1900, l'industrie sabotière a connu un fort déclin à cause de l'importation de sabots moins chers de Belgique d'une part et à l'essor de la chaussure d'autre part.

### Bata
En 1934, le fabricant de chaussures Bata a acheté les 660 hectares de terrain de Best pour un sou. À cette époque, il y avait déjà des dizaines de magasins Bata aux Pays-Bas. Juste avant la Seconde Guerre mondiale, 2500 personnes travaillaient pour Bata à Best. Certains venaient même travailler à vélo d'Amsterdam. Des filles de fermiers catholiques sont également entrées au service de Bata, au grand désarroi des habitants. C'était l'apogée. En conséquence, Best a connu son propre développement industriel, séparé d'Eindhoven.
Bata a créé son propre complexe de maisons autour des usines. Ce quartier s'appelait Batadorp (le « village Bata »). Les développements économiques "obligèrent" Bata à se réorienter fortement au milieu des années 1970. De nombreux employés ont perdu leur emploi, mais la spécialisation dans les chaussures et chaussettes professionnelles de qualité a permis à un effectif plus restreint de reprendre. En 1978, Bata a vendu le Batadorp, une partie des bâtiments et des terrains associés à la municipalité pour près de 19 millions de florins. Des réinvestissements technologiques ont suivi dans les années 1990, faisant du site l'une des usines de chaussures les plus avancées au monde. "Bata Industrials", anciennement Bata, est [(depuis) quand ?] le leader du marché au Benelux et est très apprécié en Europe en tant que développeur, fabricant et vendeur de chaussures et chaussettes professionnelles de qualité progressive. Les investissements technologiques ont été combinés dans les bâtiments historiques, qui sont des icônes typiques des développements industriels auxquels Best a dû faire face à partir des années 1930. Les bâtiments représentent un patrimoine industriel et sont en cours de réaménagement pour des entrepreneurs innovants.

### Topographie
Carte topographique de Best (lieu de résidence), mars 2014. Cliquez sur la carte pour l'agrandir.

## Circulation et transports
Best est situé sur l'A2 et l'A58.

### Transport public
Best a une gare (Station Best). Cette gare est en partie située dans le tunnel ferroviaire Best. Les trains vont à 's-Hertogenbosch, Deurne, Tilburg et Eindhoven. Il existe également plusieurs lignes de bus depuis Arriva et Hermes qui permettent de rejoindre Eindhoven et Tilburg.

## Communes limitrophes
|          | Boxtel    | Meierijstad    |
| Oirschot | Best      | Son en Breugel |
|          | Eindhoven |                |